# Axel Cedercreutz
Axel Carl Magnus Cedercreutz, född 31 mars 1873 i Åbo, död 2 oktober 1946 i Helsingfors, var en finländsk läkare. 
Cedercreutz blev medicine och kirurgie doktor 1902, docent i syfiliologi och dermatologi vid Helsingfors universitet 1908 och var e.o. professor i samma ämne 1919–1940. Han var verksam som praktiserande läkare i Helsingfors från 1902 och publicerade ett stort antal vetenskapliga studier inom sitt område. Han var en av Finlands dermatologiska förenings stiftare 1916. Han skrev även dikter och gjorde översättningar till svenska.